# Château de Tonbridge
Le château de Tonbridge est un château du XIIIe siècle situé à Tonbridge, dans le Kent, en Angleterre.

## Histoire

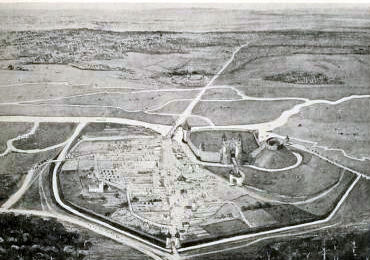
Une reconstruction de 1896 du château de Tonbridge au XIIIe siècle

À la suite de la conquête normande, Richard Fitz Gilbert obtient des terres dans le Kent pour garder la traversée de la rivière Medway. Il érige sur le site un simple château de Motte-et-Bailey. Pour creuser les douves et ériger la motte, 50 000 tonnes de terre sont déplacées. En 1088, la famille de Clare (descendants de Fitz Gilbert) se révolte contre le roi Guillaume II. Son armée assiège le château. Après avoir tenu pendant deux jours, le château tombe et, en guise de punition, le roi fait brûler le château et la ville de Tonbridge. Avant 1100, les de Clares remplacent le château en bois par un donjon en pierre. Celle-ci est renforcée au XIIIe siècle, et en 1295 un mur de pierre est construit autour de la ville.
La guérite à deux tours est construite par Richard de Clare, troisième comte de Hertford ou son fils Gilbert. La construction de la guérite dure 30 ans et s'achève en 1260. La guérite partage de nombreuses similitudes avec celles du château de Caerphilly construit par Gilbert en 1268-1271. Le grand sceau d'Angleterre est temporairement conservé ici lors d'une des visites d'Édouard Ier en France.
Le château n'est pas habité entre 1521 et la fin du XVIIIe siècle, sauf pendant une courte période pendant la guerre civile. Le manoir est ajouté en 1793. Le château et le manoir sont des bâtiments classés Grade I.

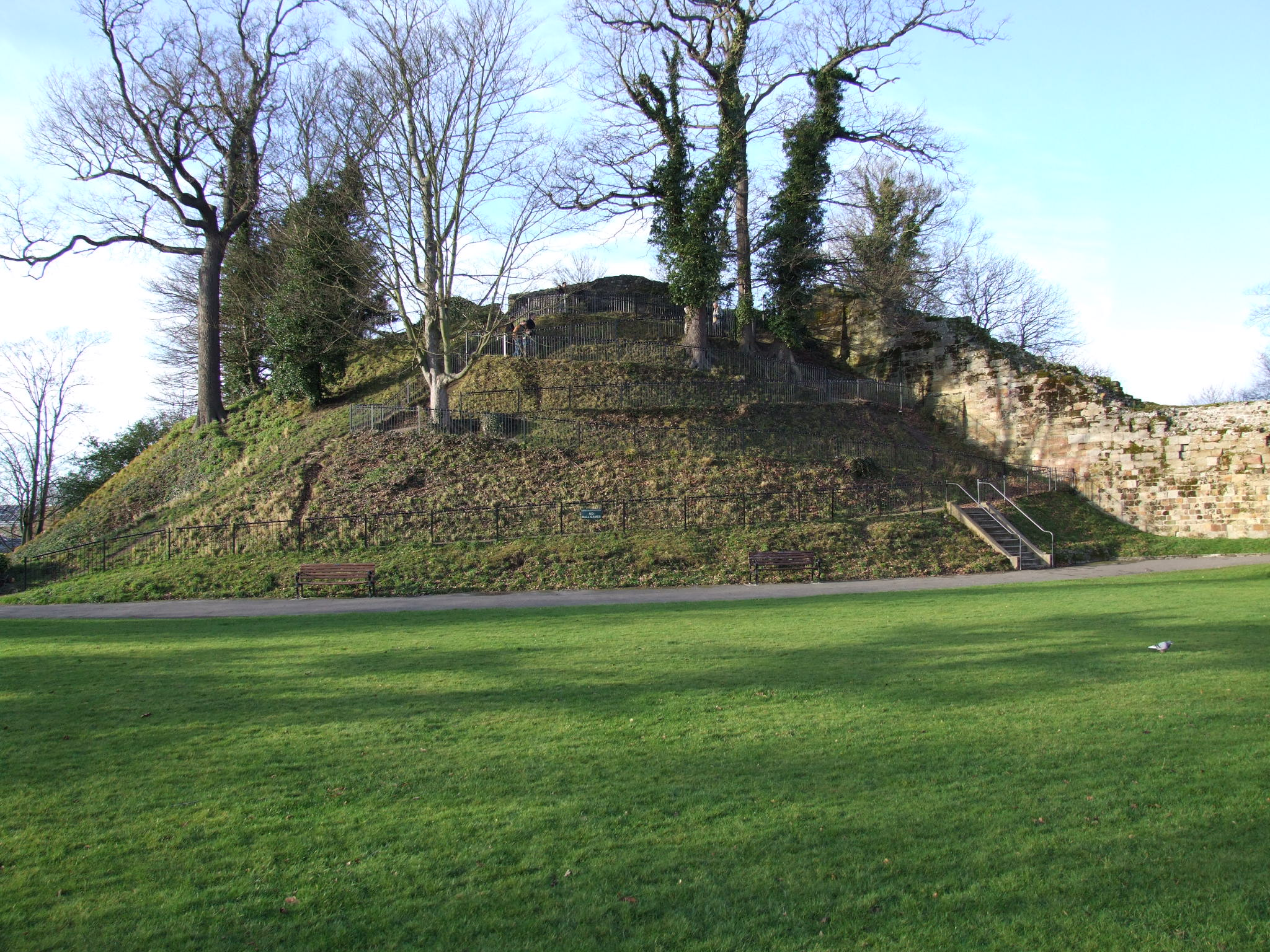
La motte, qui était surmontée d'un donjon en bois puis d'un donjon à deux murs.

Le site est acheté par le conseil local en 1900, qui utilise maintenant le manoir comme bureaux et qui fait du terrain un parc public.
Le château est également le point de départ d'une balade à vélo de 6 miles jusqu'à Penshurst Place appelée The Tudor Trail.